# Isle of Man Queenies
Isle of Man Queenies sind in den Gewässern der Isle of Man gefangene Kleine Pilgermuscheln mit geschützter Ursprungsbezeichnung.

## Herkunft
Das Fanggebiet umfasst die 3.917 km² großen Hoheitsgewässer der Isle of Man. Die Muschel hat ausgeprägte Lebensraumpräferenzen und lebt in ausgedehnten Muschelbänken. Bei den Bänken kann es sich um klar abgegrenzte, permanente Ansammlungen handeln zwischen denen Gebiete liegen, die für die Muschel ungeeignet sind.
Der Tidenhub an der Isle of Man ist der größte in Westeuropa und führt in Verbindung mit dem relativ flachen Meeresboden in der Umgebung der Insel zu starken Gezeitenströmen. Hierdurch werden die Muscheln kontinuierlich mit Planktonnahrung versorgt und wachsen schnell. Außerdem tragen die Gezeiten zur Verbreitung der planktonischen Larven der Muscheln bei.

## Fang
Die Muscheln dürfen nur während der am 01. Juni beginnenden Fangsaison gefangen werden. Während die meisten Muschelarten mit Hilfe einer Dredge vom Meeresboden geharkt werden, kommen bei den Isle of Man Queenies leichte Scherbrettnetze (Maschenweite von 80 bis 90 mm) zum Einsatz. Wenn die Muschel von einer leichten, dem Netz vorangezogenen Kette gestört wird bewegt sie sich stoßartig nach oben ins Netz. Die Fluchtreaktion ist bei niedrigen Wassertemperaturen sehr verlangsamt, sodass die Schleppnetzfischerei nur zwischen Juni und Dezember bei höheren Wassertemperaturen durchgeführt werden kann. Bei dieser Fangmethode wird das Innere der Muschel beim Fang nicht mit Sand verunreinigt; darüber hinaus haben Muscheln, die wegen zu geringer Größe ins Meer zurückgeworfen werden, im Vergleich zu mit Dredgen gefangenen Muscheln eine höhere Überlebensrate.

## Verarbeitung
Isle of Man Queenies werden gefangen, an Bord gewaschen, sortiert und innerhalb 2 Stunden nach Fang an Bord mit Eis oder anderen Mitteln gekühlt. Der Fang wird in den Häfen von Peel, Ramsey, Douglas oder Port St. Mary angelandet und innerhalb zwei Stunden nach Anlandung mit gedeckten Lastkraftwagen zu einem Verarbeitungsbetrieb transportiert.
Am folgenden Tag werden die Muscheln manuell verarbeitet. Dabei wird die Muschel geöffnet, das Fleisch herausgelöst und zweimal von Hand gewaschen; der Rogensack wird unversehrt gelassen. Das Fleisch wird gewogen und naturbelassen verpackt, entweder trocken (ungewässert) oder bei - 35 °C einzeln tiefgefroren.
Außerdem werden Isle of Man Queenies für die Vermarktung in der Halbschale produziert. Dabei werden nach dem Öffnen Kiemen, Magen und Mantel mit einer Schalenhälfte entfernt; Fleisch und Rogen werden auf der anderen Schale belassen. Die Vermarktung erfolgt ebenfalls frisch oder einzeln tiefgefroren.

## Eigenschaften
Das Gehäuse der Kleinen Kammmuschel kann farblich von gelb, orange, rot, braun bis purpurfarben variieren und einen Durchmesser von bis zu 90 mm erreichen, wobei die Vermarktungsgröße von 55 mm, abhängig vom Nahrungsangebot, innerhalb von 2 bis 3 Jahren erreicht wird. Das opake, cremefarbene Fleisch besteht aus einem zylindrischen Ringmuskel von rund 20 mm Durchmesser und 15 mm Höhe. Der zweiteilige, sichelförmige Rogensack von orange-weißer Farbe ist mit dem Körper verbunden. Nach dem Kochen ist das Fleisch fest und glatt; die Konsistenz ist fleischig und anhaltend feucht. Der Geschmack hat eine süße Note mit einem leichten Aroma und mildem Geschmack nach Meer.